# Dagvaardingsprocedure (Nederland)
De dagvaardingsprocedure is de meest gangbare procedure in het civiel recht. De procedure is geregeld in het Wetboek van Burgerlijke Rechtsvordering.
De procedure begint door het uitbrengen van een dagvaarding door een gerechtsdeurwaarder. In de dagvaarding geeft de eiser aan wat hij van de rechter verlangt, dat noemen we de eis. Daarbij moet tevens worden aangegeven wanneer en hoe de gedaagde kan reageren. 
Als de procedure voor de rechtbank dient, moet de eiser in de dagvaarding ook aangeven wie zijn advocaat is. Advocaten zijn ingeschreven op een landelijk tableau van advocaten.  
De gedaagde kan reageren op de eis door een conclusie van antwoord in te dienen. Als het gaat om een zaak bij de kantonrechter, dan kan iedereen optreden als gemachtigde en is een advocaat niet noodzakelijk. Is de zaak voorgelegd bij de civiele rechter, dan is het inschakelen van een advocaat verplicht. Bij de conclusie van antwoord kan de gedaagde ook een tegenvordering instellen. Die noemen we dan een eis in reconventie.
Na de conclusie van antwoord zal de rechtbank beoordelen of de zaak geschikt is voor een zitting of dat de zaak schriftelijk kan worden afgedaan. Die zitting wordt aangeduid als comparitie. Als de rechtbank meent dat er behoefte is aan een nadere schriftelijke toelichting door de eiser, mag de eiser nog een conclusie van repliek indienen. De gedaagde mag daar op reageren met een conclusie van dupliek.
De hoofdregel is tegenwoordig echter dat na de conclusie van antwoord een comparitie wordt bepaald. Op die zitting zal de rechter partijen kort de gelegenheid geven om hun standpunt mondeling toe te lichten. De rechter zal meestal ook zelf vragen stellen. Tevens zal de rechter kijken of er een schikking mogelijk is.
Na afloop van de comparitie kan de rechter partijen nog een mogelijkheid geven voor een schriftelijke reactie, de conclusies van repliek en dupliek. De rechter kan ook menen dat de zaak voldoende duidelijk is en een vonnis uitspreken. Dat kan een tussenvonnis zijn, waarbij bijvoorbeeld een van beide partijen een bewijsopdracht krijgt, maar dat kan ook direct een eindvonnis zijn, waarbij de rechter een definitieve beslissing geeft.